# Pseudorhyssa

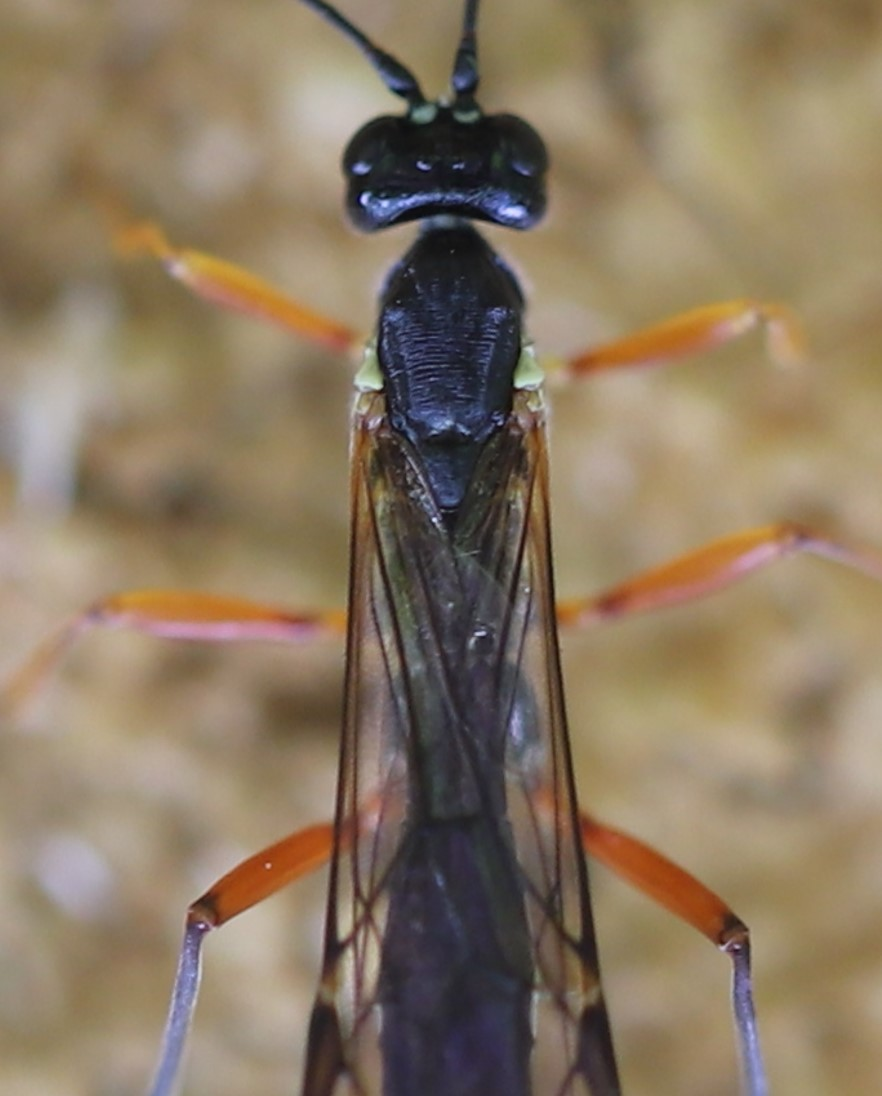
Pseudorhyssa nigricornis ♀, Dorsalansicht

Pseudorhyssa ist eine Schlupfwespengattung in der Unterfamilie Pimplinae. Das Taxon geht auf den US-amerikanischen Entomologen J. H. Merrill im Jahr 1915 zurück. Typusart ist Pseudorhyssa sternata Merrill, 1915 (= Rhyssa nigricornis Ratzeburg, 1852). Die Gattung Pseudorhyssa ist in Deutschland mit zwei Arten vertreten. 

## Taxonomie
Die Gattung Pseudorhyssa wurde lange Zeit der Unterfamilie Poemeniinae zugeordnet. Sie wurde erst im Jahr 2018 aufgrund molekularbiologischer Studien von den Poemeniinae zu den Pimplinae verschoben. Innerhalb der Pimplinae wurde die Gattung der Tribus Delomeristini zugewiesen.

## Merkmale
Die Gattung Pseudorhyssa weist einen deutlichen Kiel am Praepectus (epicnemial carina) auf. Das Mesoscutum (Rückenplatte) besitzt querverlaufende Rillen. Der Clypeus ist klein und weist einen medianen apikalen Höcker (Tuberkel) auf. Das zweite metasomale Tergit besitzt basolaterale Gruben.

## Lebensweise
Die Arten der Gattung Pseudorhyssa sind Kleptoparasiten von Rhyssinae. Die Weibchen legen mit ihrem langen aber schwachen Legebohrer ein Ei in ein von einem Rhyssinae-Weibchen vorgebohrtes Loch. Aus dem Ei schlüpft rasch eine Larve, die im ersten Stadium besonders gut gepanzert ist. Diese tötet das Rhyssinae-Ei bzw. die Ryssinae-Larve, um anschließend die vom Rhyssinae-Weibchen gelähmte Wirtslarve zu verzehren.

## Systematik
Die Gattung Pseudorhyssa ist holarktisch verbreitet und umfasst drei beschriebene Arten.
- Pseudorhyssa acutidentata Kusigemati, 1984 – Ostpaläarktis
- Pseudorhyssa alpestris (Holmgren, 1860) – Westpaläarktis
- Pseudorhyssa nigricornis (Ratzeburg, 1852) – Westpaläarktis, Nearktis